# Néstor Montelongo
Néstor Mario Montelongo (Montevideo, 20 februari 1955 – 10 mei 2021) was een profvoetballer uit Uruguay. Als verdediger speelde hij clubvoetbal in Uruguay en Argentinië. Montelongo beëindigde zijn actieve carrière in 1987 bij Racing Club de Avellaneda.

## Interlandcarrière
Montelongo speelde in totaal 37 officiële interlands (geen doelpunten) voor zijn vaderland Uruguay. Hij maakte zijn debuut voor de nationale ploeg op 24 mei 1979 in de vriendschappelijke uitwedstrijd tegen Brazilië (5-1), evenals José Hermes Moreira, José Luis Russo en Mario Saralegui. Montelongo nam met La Celeste deel aan de strijd om de Copa América in 1983. Uruguay won dat toernooi.

## Erelijst
Peñarol
- Uruguayaans landskampioen

1982
- Copa Libertadores

1982
 Uruguay
- Copa América

1983